# Баштанський провулок
Башта́нський прову́лок — провулок у Дарницькому районі міста Києва, селище Бортничі. Простягається від Болгардського провулку до Козаровицького провулку.

## Історія
Виник у середині XX століття під назвою 2-й провулок Лермонтова, на честь російського поета Михайла Лермонтова.
Сучасна назва — з 2022 року